# 大同 (遼)
大同（だいいどう）は、遼の太宗耶律堯骨の治世で用いられた元号。947年。
- 元年：後晋を滅ぼす。太宗が凱旋の帰路、欒城で崩御。

## 西暦との対照表
| 大同 | 元年  |
| 西暦 | 947年 |
| 干支 | 丁未  |